# Rubeosis iridis
Rubeosis iridis o rubeosis del iris es el término que se utiliza en oftalmología para describir el desarrollo de vasos sanguíneos anormales en la superficie del iris.[cita requerida] Generalmente se aprecian pequeñas manchas rojas en el borde de la pupila.

## Mecanismo de producción
Se asocia generalmente con diferentes enfermedades que producen isquemia (falta de oxígeno) en la retina. La falta de oxígeno hace que se liberen sustancias que estimulan la formación de nuevos vasos sanguíneos (angiogénesis) en un intento del organismo por solucionar la isquemia.
Los nuevos vasos se forman en lugares como el iris en los que en circunstancias normales no existen y bloquean la circulación del humor acuoso en el interior del ojo, el exceso de humor acuoso provoca elevación de la presión intraocular y nuevas complicaciones. Este cuadro clínico se conoce como glaucoma neovascular.

## Causas
El 36 % de los casos se deben a obstrucción de la vena central de la retina, el 32 % a retinopatía diabética y el resto principalmente a obstrucción de la arteria central de la retina o desprendimiento de retina.